# 马仁辉
马仁辉（1914年—1979年8月15日），福建省长汀县策武乡人。中华人民共和国政治人物。

## 生平
早年参加1931年10月中国工农红军。历任战士、班长、警卫排长等职。1932年12月加入共产主义青年团。参加长征。1935年10月由团转入中国共产党。
抗战爆发后，担任八路军连长、团参谋、八路军第五纵队第一支队作战科长，参加了八路军新四军在苏北的白驹狮子口会师。后任新四军第三师七旅作战科科长，新四军第三师八旅独立团团长、七旅二十团副团长。1943年1月七旅二十一团团直一部、二营两个连与盐城县警卫连合组为盐城县总队，下设两个营、7个连，总队长马仁辉。 1944年5月，盐城县总队三营由总队长马仁辉带回主力部队，编入新四军三师盐阜独立团。新四军第三师七旅二十一团团长。
解放战争时期，随新四军第三师赴东北，任新四军三师7旅二十团副团长，某师副师长、野战军招待处处长等职。参加过辽沈战役和平津战役。
中华人民共和国成立后，1950年6月1日任军委民航局上海办事处（处长葛燕璋，政治委员李勃）副处长。1952年10月调北京任军委民航局场站处处长。1957年11月任民航上海管理处处长。1959年1月1日，民航各大区管理处扩编为管理局，授予区域管理局的职权，民航上海管理处即日改为民航上海管理局，领导和管理华东地区民航事业，马仁辉为局长，汪振华为政治委员。1963年兼任上海虹桥机场修建指挥部副总指挥。1965年，出任中国民航总局副局长。1973年，担任中国民航总局局长。1979年逝世。
获三级八一勋章，二级独立自由勋章、二级解放勋章。